# Ziuszudra
Ziuszudra (𒍣𒌓𒋤𒊏, Zi'usudra, „Élet hosszú nap[ok]ra”) mitikus sumer király Suruppak városában és annak tágabb környékén, a vízözön túlélője, a bibliai Noé mezopotámiai megfelelője. Nevének olvasata bizonytalan, a sumer ékírás jeleinek értéke ZI.U.SUD.RA vagy ZI.UD.SU.RA, de kiejtése nem ismert. Névváltozata lehet még a ZIN.SUD.DU is. Az akkád mitológia Atrahaszísz (az Atrahaszísz-eposzban) és Ut-napistim (a Gilgames-eposzban) néven ismeri. Ezek a változatok nem teljesen azonosak Ziuszudra alakjával, mivel a babiloniak és akkádok több sumer mítosz alapján alakították ki saját hőseiket. Alakja népszerű volt, az i. e. 3. században Bérósszosz Khaldaika című művében Xiszuthrosz (Ξίσουθρος) néven szerepel, amely görög név nyilvánvalóan az eredeti Ziuszudra közvetlen átírása. A név tehát első ránézésre szabadon változik a különböző eredetű és korú eposzokban, ugyanakkor kapcsolat van köztük.
Suruppak trónján elődje a sumer királylista legtöbb változata alapján Ubartutu, egyik variánsa szerint Szukurlam. Utódja talán Etana, mivel a vízözönnel a Sumer feletti hegemónia Kisre szállt.

## Sumer királylista
A sumer királylista általánosan elterjedt verziója nem tartalmazza Ziuszudra nevét. A listának egy változata, a WB69 az egyetlen, amelyben a Ziuszudra név – mint a vízözön előtti kor utolsó királya – szerepel. A lista nem közli a vízözön történetét és Ziuszudra szerepét ebben.
A WB62 hozza a Zinszuddu névalakot. Zinszuddu 3600 éven át uralkodott papként és királyként. Apjától, Szukurlamtól (SU.KUR.LAM) örökölte Suruppak trónját. A WB62 szerint Zinszuddu idején volt a nagy árvíz, melynek következtében Kis városára szállt a Sumer feletti hegemónia. Surruppak városában valóban feltártak egy nagy árvízre utaló réteget, amelynek kora i. e. 2900 körüli. Az árvíz alatt közvetlenül a Dzsemdet Naszr-kultúra színes kerámiáit azonosították.

## Sumer özönvíz-történetek
Ziuszudrát elsősorban a Ziuszudra-eposz (a sumer vízözön-mítosz) említi, amely elterjedt és népszerű történet volt, közvetlenül befolyásolta az összes mezopotámiai mítoszt és tovább él a bibliai Noé történetében. Emellett említésre kerül a Suruppak intelmei címen ismert szövegben is, de csak a későbbi korokban. A korai változatban Suruppak király egyszerűen a – meg nem nevezett – fiához intézi intelmeit, a klasszikus változatban viszont a fiú nevet kap, és Ziuszudra lesz.
A Ziuszudra-eposz egyetlen, töredékesen fennmaradt táblán olvasható, amely az i. e. 17. századra, az Óbabiloni Birodalom idejére keltezhető. Az első részében az emberek és állatok teremtéséről van szó, majd az első városok alapításáról. Ezek Eridu, Bad-tabira, Larsza, Szippar és Suruppak. Egy hiányzó szakasz után az istenek úgy döntenek, hogy az emberiséget özönvízzel pusztítják el. Enki figyelmezteti Ziuszudrát, aki hajót épít. A hajó leírása nincs meg. Szörnyű vihar tombolt a hét napon át, majd Utu jelenik meg. Ziuszudra ökröt és birkát áldoz, majd újabb hézag van történetben. Az árvíz végén Enlil „örök levegőt” (halhatatlanságot) ad neki és Dilmun szigetére viszi, ahol ezután lakik. A tábla vége hiányzik.
Ez a történet megjelenik az Atrahaszísz-eposzban, majd innen átkerült a Gilgames-eposzba is.

## Atrahaszísz-eposz
Atram-ḫasīs, azaz „áradó bölcsességű” volt az óbabiloni korban keletkező eposz főszereplője.

## Ut-napistim
Az óbabiloni korban egységesített és jelentősen átdolgozott sumer Gilgames-ciklus egyetlen eposszá állt össze, ez a Gilgames-eposz. Ebben az óbabiloni költő megváltoztatta Ziuszudra nevét, vagy állandó jelzőt alkalmazott a név helyett. Ziuszudra itt ugyanis az Ūta-na’ištim (ú-ta-na-iš-tim) nevet kapja, amelynek jelentése „Rálelt az életre”, ezzel jelezve az örök életét. Ezért nem biztos, hogy név, hiszen Gilgames egy visszatérő mondására utal: „nem lelem az életet”, illetve „az életet, amit keresel, nem találod meg”. Az újasszír változat az U4ZIti vagy U4ZIti-rūqu neveket tartalmazza, ezt pedig az óbabiloni név analógiájára Ut-napištim formában olvassák általában, holott ūm-napišti(-rūqu) alakban a sumer Ziuszudra asszír fordítása lenne.

## Xiszuthrosz
Xiszuthrosz (Ξισουθρος) a hellenisztikus kor Ziuszudrája. Bérósszosz Khaldaika című művében az árvíz-mítosz változata olvasható, amelyben Enki helyett Kronosz szerepel, és Bérósszosz szerint Xiszuthrosz nádcsónakot épített. Ez azért különös adat, mert az eredeti mítosz hajóleírása nem ismert.